# 汤桂芬

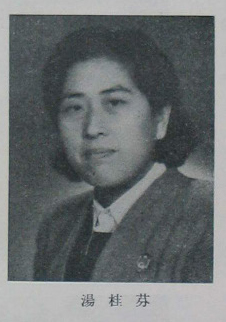

汤桂芬（1918年—1964年），上海人，中华人民共和国政治人物。
担任华东军政委员会劳动部副部长、全国纺织工会副主席兼上海市纺织工会主席。1954年，当选第一届全国人民代表大会代表。